# Gabriel Smith
Gabriel Smith, född 28 december 1853 i Molde, död 21 december 1934 i Vestre Aker, var en norsk väg- och vattenbyggnadsingenjör. Han var son till Christen Smith.
Smith blev student 1872, arbetade i ett par år på Myrens mekaniske verksted, studerade 1875–78 vid tekniska högskolan i Dresden och anställdes 1878 vid statens hamnväsende och var 1898–1925 hamndirektör.
Smit tillhörde Akers herredsstyre 1905–07, var vice ordförande i Den norske Ingeniør- og Arkitektforening 1903–04, ordförande 1904–06, ledamot av rådgivande och tekniska kommittén för transit och transport i Nationernas Förbund 1923–27 samt planlade hamnanläggningar i Reykjavik 1906 och Danzig 1920. Han skrev Det norske Havnevæsens historie til 1914 och Barnerim med Billeder.